# 남목도서관
남목도서관은 울산광역시 동구에 있는 공립 도서관이다.

## 연혁
- 2022년 3월 31일 개관.